# Landolfo Sagace
Landolfo Sagace (in lingua latina: Landulfus Sagax; seconda metà del IX secolo – prima metà del X secolo) è stato un cronista dell'Italia meridionale, autore di una Historia Miscella.

## Vita e opera
Si ignora quasi tutto della vita di Landolfo. Il manoscritto della sua opera, Pal. lat. 909, scritto in caratteri latini beneventani, è conservato nella Biblioteca Apostolica Vaticana. Il titolo originale dell'opera doveva essere Historia Romana, come quello dell'opera di Paolo Diacono di cui era continuazione. Il titolo Historia Miscella, con il quale è nota, le venne assegnata dal primo curatore, il francese Pierre Pithou, che la pubblicò a Basilea nel 1532. Dalle caratteristiche del manoscritto, scritto verosimilmente sotto stretta sorveglianza dell'autore, e dal contenuto dell'opera si è ipotizzato che l'autore fosse dell'Italia meridionale, di Napoli o di Benevento, probabilmente un laico.

## Historia Miscella
L'opera che va sotto il nome di Historia Miscella abbraccia 26 libri: 
- i primi dieci libri sono sostanzialmente il Breviarium ab Urbe condita di Eutropio, che si arrestava al 364, anno della morte di Gioviano;
- i successivi sette libri sono l'Historia romana di Paolo Diacono che si era arrestata al 553, anno in cui finiva la Guerra greco-gotica in Italia con la vittoria dei Bizantini. L'Historia romana di Paolo Diacono era in realtà in sei libri, ma nell'Historia Miscella l'ultimo libro è stato suddiviso da Landolfo in due parti;
- gli ultimi dieci libri costituiscono l'apporto personale di Landolfo: si giunge all'813. Landolfo ha compilata la sua storia trascrivendo o riassumendo brani da altre opere storiche sul modello liviano (di Giordane, Teofane Confessore, Orosio, ecc.)

L'Historia Miscella costituisce la prima parte della Rerum italicarum scriptores del Muratori.